# Harve Bennett
Harvard Bennett Fischman, detto Harve (Chicago, 17 agosto 1930 – Medford, 25 febbraio 2015), è stato un produttore cinematografico, produttore televisivo e sceneggiatore statunitense.
È noto in particolare per aver prodotto le serie televisive L'uomo da sei milioni di dollari (1974-1978) e La donna bionica (1976-1978), tratte dal romanzo Cyborg (1972) di Martin Caidin e parte del franchise L'uomo da sei milioni di dollari. È inoltre stato il produttore dei film della Serie Classica del franchise di fantascienza Star Trek: Star Trek II - L'ira di Khan (1982), Star Trek III - Alla ricerca di Spock (1984), Rotta verso la Terra (1986) e Star Trek V - L'ultima frontiera (1989), film in cui è occasionalmente apparso anche in brevi camei.

## Biografia
Harve Bennett nasce il 17 agosto 1930 a Chicago, in Illinois, da una famiglia di ebrei statunitensi, figlio di Kathryn Susman, una giornalista, e Yale Fishman, un avvocato. Da ragazzino compare nel programma radiofonico Quiz Kids, cosa che lo introduce nel modo dello spettacolo. Quando Bennett raggiunge l'età per andare al college, la popolarità della radio è in fase di declino e lui decide così di dedicarsi al mondo del cinema. Entra all'Università della California - Los Angeles dove si laurea alla scuola di cinema. Dopo la laurea, nel 1953 Bennett si arruola nell'esercito degli Stati Uniti, prestando servizio nel corpo della polizia militare, presso la United States Disciplinary Barracks a Lompoc, in California. Viene congedato con onore nel 1955 con il grado di caporale.
Bennett inizia quindi la sua carriera come dirigente di produzione. Inizialmente lavora alla CBS, a New York, e in seguito si trasferisce al dipartimento di programmazione della ABC, diventando vicepresidente della programmazione diurna. Alla ABC, ricopre anche il ruolo di vicepresidente della programmazione per un certo periodo. Dopo il suo lavoro con ABC, Bennett passa alla produzione. Il suo primo progetto è lo sviluppo di una serie televisiva con il produttore Aaron Spelling chiamata Mod Squad, i ragazzi di Greer (The Mod Squad, 1968-1973), che Bennett produce dal 1968 al 1973 contribuendo anche alla sceneggiatura di 123 episodi.
Dopo Mod Squad, i ragazzi di Greer, Bennett passa alla Universal, dove produce una varietà di serie, miniserie e film per la televisione. Le due serie più note di questo periodo sono L'uomo da sei milioni di dollari (The Six Million Dollar Man, 1974-78) e il suo spin-off La donna bionica (The Bionic Woman, 1976-78), che vedono come protagonisti rispettivamente i due personaggi "bionici" Steve Austin (Lee Majors) e Jaime Sommers (Lindsay Wagner). Le serie sono tratte dal romanzo di Martin Caidin Cyborg e vengono precedute da tre film "piloti" per la televisione e seguite da altrettanti film reunion, andando a formare il franchising di fantascienza L'uomo da sei milioni di dollari che, oltre ai quattro romanzi di Caidin che formano la serie di Cyborg, comprende anche numeroso merchandising, tra cui action figure prodotte dalla Kenner, una serie di romanzi contenenti novelizzazioni dei primi film o di speciali doppi episodi, fumetti, audiolibri e altro materiale. Altre serie e miniserie prodotte da Bennett per la Universal comprendono: L'uomo invisibile (The Invisible Man, 1975), Il ricco e il povero (Rich Man, Poor Man, 1976) e Gemini Man (1976).
Bennett si trasferisce poi alla Columbia Pictures Television dove continua a lavorare come produttore televisivo, insieme al dipendente della MGM Television Harris Katleman, con cui è socio in affari dal 1977 al 1980. I suoi progetti alla Columbia Pictures includono la serie Pattuglia recupero (Salvage 1, 1979) e la miniserie The Jesse Owens Story (1984). Mentre lavora alla Columbia Pictures TV, Bennett lavora anche con la Paramount nella divisione televisiva producendo alcune serie televisive. Una delle sue prime produzioni per la Paramount è una miniserie televisiva per la Paramount Domestic Television, Una donna di nome Golda (A Woman Called Golda, 1982), ultima interpretazione di Ingrid Bergman, qui nel ruolo di Golda Meir, e che vede la partecipazione di Leonard Nimoy.
Nel 1980, solo poche settimane dopo l'inizio del suo contratto con la Paramount, Bennett viene convocato per un incontro con gli allora alti dirigenti della compagnia, Barry Diller e Michael Eisner, insieme a Charles Bluhdorn, che all'epoca è a capo della Gulf & Western, la casa madre della Paramount. Bluhdorn, insoddisfatto dei risultati del film Star Trek (Star Trek: The Motion Picture, 1979), il primo film del franchise fantascientifico di Star Trek, diretto da Robert Wise, sta cercando qualcuno che si occupi del successivo film della serie. Secondo quanto riferito da Bennett, Bluhdorn gli chiede che cosa ne pensi del primo film di Star Trek e, dopo che Bennett dice di trovarlo noioso, Bluhdorn gli chiede se sarebbe capace di realizzare un film migliore e se sarebbe capace di farlo con meno di 45 milioni di dollari (il budget finale del primo film). Quando Bennett dice di sì, Bluhdorn gli risponde "fallo" e Bennett viene assunto. Per preparare la produzione del nuovo film di Star Trek, Bennett per prima cosa chiede di proiettare tutti i 79 episodi della serie originale Star Trek in una sala proiezioni della Paramount. Rimane particolarmente affascinato dall'episodio Spazio profondo (Space Seed, trasmesso il 16 febbraio 1967 su NBC), che vede come protagonista Ricardo Montalbán nei panni del supercriminale geneticamente potenziato Khan Noonien Singh. Alla fine del'episodio, Khan e i suoi seguaci vengono esiliati su un pianeta disabitato e James T. Kirk (William Shatner) e Spock (Leonard Nimoy) si chiedono cosa ne sarà di loro. Questo gli fornisce il cliffhanger che stava cercando e decide così di realizzare un sequel di quell'episodio. L'idea di Bennett costituisce il punto di partenza per quello che sarebbe diventato Star Trek II - L'ira di Khan (Star Trek II: The Wrath of Khan, 1982). Bennett stesso sviluppa il soggetto originale, lavorando successivamente con lo sceneggiatore Jack B. Sowards sulle prime bozze della sceneggiatura. Nicholas Meyer viene in seguito presentato a Bennett e completa le bozze finali della sceneggiatura, oltre a venire scelto per dirigere il film, mentre Bennett ne diviene il produttore esecutivo e Robert Sallin il produttore. Star Trek II si rivelerà un enorme successo, sia in termini di incassi al botteghino che di risposta dei fan.
Dopo il successo ottenuto con Star Trek II - L'ira di Khan, Harve Bennett produce anche i successivi tre film di Star Trek: Star Trek III - Alla ricerca di Spock (Star Trek III: The Search for Spock, 1984), Rotta verso la Terra (Star Trek IV: The Voyage Home, 1986), che per lungo tempo è stato uno dei film del franchise di maggior successo, e Star Trek V - L'ultima frontiera (Star Trek V: The Final Frontier, 1989). Oltre a esserne stato il produttore, di Star Trek III - Alla ricerca di Spock, Bennett ne ha scritto anche la sceneggiatura, ha poi contribuito a soggetto e sceneggiatura di Rotta verso la Terra e al soggetto di Star Trek V - L'ultima frontiera. Harce Bennett ha fatto inoltre delle apparizioni in un cameo in Star Trek III - Alla ricerca di Spock, come voce del computer di volo e in Star Trek V - L'ultima frontiera, come un ammiraglio della Flotta Stellare che impartisce ordini al capitano Kirk. Star Trek V - L'ultima frontiera ha avuto riscontri alternanti e ha vinto anche un Razzie Awards nel 1990 come peggior film.
Dopo Star Trek V, ad ogni modo, Bennett sviluppa un'idea per un sesto film di Star Trek, che avrebbe adottato un approccio diverso dai film precedenti. Il film si sarebbe dovuto intitolare The Academy Years, e si sarebbe dovuto concentrare sui personaggi di Kirk e Spock quando erano molto più giovani e cadetti dell'Accademia della Flotta Stellare. Il film avrebbe approfondito le prime relazioni tra questi personaggi e mostrato come abbiano sviluppato un'amicizia così stretta nel corso degli anni. Mentre William Shatner e Leonard Nimoy avrebbero interpretato dei cameo all'inizio e alla fine del film per "chiudere" la storia in forma di flashback, dei nuovi attori avrebbero interpretato la maggior parte dei ruoli nel film, inclusi quelli dei giovani Kirk e Spock. Sebbene la Paramount si dimostri inizialmente entusiasta dell'idea, la reazione dei fan è quasi universalmente negativa nei confronti di un film Star Trek senza gli attori affermati che i fan hanno imparato a conoscere e amare. Inoltre, Martin Davis, all'epoca a capo della Gulf & Western, vuole un film con il cast originale per celebrare il 25° anniversario di Star Trek nel 1991. La Paramount offre così a Bennett l'opportunità di produrre un film con il cast originale, offrendosi persino di produrre il suo film ambientato ai tempi dell'Accademia della Flotta Stellare successivamente a questo, ma Bennett rifiuta, adducendo molteplici ragioni tra le quali la mancanza di idee per la storia del film richiesto e la fretta con cui il film avrebbe dovuto essere completato per coincidere con il 25° anniversario di Star Trek. Questo segna la fine del sodalizio tra Bennett e il franchise di Star Trek e poco dopo lascia anche la Paramount. Il sesto film di Star Trek sarà Rotta verso l'ignoto (Star Trek VI: The Undiscovered Country) e uscirà nelle sale cinematografiche il 6 dicembre 1991.
Dopo aver prodotto i film di Star Trek, Bennett scrive il film per la televisione Volo 232 - Atterraggio di emergenza (Crash Landing: The Rescue of Flight 232, 1992). Quindi contribuisce a creare e produce la serie televisiva di fantascienza Time Trax (1993-1995) e produce la miniserie animata Invasion America (1998), nella quale Nimoy lavora come doppiatore.
Harve Bennett muore il 25 febbraio 2015 a Medford, in Oregon, a causa di un'embolia nell'intestino tenue e di una seconda embolia nel polmone. La sua morte avviene due giorni prima di quella di Leonard Nimoy. È sepolto al Willamette National Cemetery.

## Filmografia

### Attore
- Star Trek V - L'ultima frontiera (Star Trek V: The Final Frontier), regia di William Shatner (1989)
- Time Trax - serie TV, episodio 1x01 (1993)

### Doppiatore
- Star Trek II - L'ira di Khan (Star Trek II: The Wrath of Khan), regia di Nicholas Meyer (1982) - non accreditato
- Star Trek III - Alla ricerca di Spock (Star Trek III: The Search for Spock), regia di Leonard Nimoy (1984)
- Invasion America - serie TV, 7 episodi (1998)
- Final Run, regia di Kenneth Foley - cortometraggio (2007)

### Produttore

#### Cinema
- Star Trek II - L'ira di Khan (Star Trek II: The Wrath of Khan), regia di Nicholas Meyer (1982)
- Star Trek III - Alla ricerca di Spock (Star Trek III: The Search for Spock), regia di Leonard Nimoy (1984)
- Rotta verso la Terra (Star Trek IV: The Voyage Home), regia di Leonard Nimoy (1986)
- Star Trek V - L'ultima frontiera (Star Trek V: The Final Frontier), regia di William Shatner (1989)

#### Televisione
- Panorama Pacific - serie TV, episodio 1x01 (1952)
- Now Is Tomorrow, regia di Irvin Kershner - film TV (1958)
- Tell It to Groucho - serie TV, 5 episodi (1962)
- Mod Squad, i ragazzi di Greer (The Mod Squad) - serie TV, 52 episodi (1968-1971)
- The Birdman, regia di Philip Leacock - film TV (1971)
- The Astronaut, regia di Robert Michael Lewis - film TV (1972)
- Family Flight, regia di Marvin J. Chomsky - film TV (1972)
- You'll Never See Me Again, regia di Jeannot Szwarc - film TV (1973)
- Attentato al Trans American Express (Runaway!), regia di David Lowell Rich - film TV (1973)
- L'ultimo colpo dell'ispettore Clark (The Alpha Caper), regia di Robert Michael Lewis - film TV (1973)
- Dollari in fumo (Money to Burn), regia di Robert Michael Lewis - film TV (1973)
- Death Race, regia di David Lowell Rich - film TV (1973)
- Ondata di caldo (Heatwave!), regia di Jerry Jameson - film TV (1974)
- Apollo tredici: un difficile rientro (Houston, We've Got a Problem), regia di Lawrence Doheny - film TV (1974)
- Guilty or Innocent: The Sam Sheppard Murder Case, regia di Robert Michael Lewis
- L'uomo da sei milioni di dollari - serie TV, 80 episodi (1974-1977)
- L'uomo invisibile (The Invisible Man) - serie TV, 11 episodi (1975)
- Il ricco e il povero (Rich Man, Poor Man), regia di David Greene e Boris Sagal - miniserie TV (1976)
- Riding with Death, regia di Alan J. Levi e Don McDougall - film TV (1976)
- Gemini Man - serie TV, 12 episodi (1976)
- Il ricco e il povero (Rich Man, Poor Man - Book II) - serie TV, 21 episodi (1976-1977)
- La donna bionica - serie TV, 38 episodi (1976-1977)
- Go West, Young Girl, regia di Alan J. Levi - film TV (1978)
- Due americane scatenate (The American Girls) - serie TV, episodio 1x01 (1978)
- Da qui all'eternità (From Here to Eternity), regia di Buzz Kulik - miniserie TV (1979)
- The Legend of the Golden Gun, regia di Alan J. Levi - film TV (1979)
- Pattuglia recupero (Salvage 1) - serie TV, 19 episodi (1979)
- Da qui all'eternità (From Here to Eternity) - serie TV, episodio 1x01 (1980)
- Nick and the Dobermans, regia di Bernard L. Kowalski - film TV (1980)
- Una donna di nome Golda (A Woman Called Golda), regia di Alan Gibson - film TV (1982)
- Il principe delle stelle (The Powers of Matthew Star) - serie TV, 12 episodi (1982)
- The Jesse Owens Story, regia di Richard Irving - film TV (1984)
- Time Trax - serie TV, 43 episodi (1993-1994)
- Invasion America - serie TV, 13 episodi (1998)

### Sceneggiatore

#### Cinema
- Star Trek II - L'ira di Khan (Star Trek II: The Wrath of Khan), regia di Nicholas Meyer (1982)
- Star Trek III - Alla ricerca di Spock (Star Trek III: The Search for Spock), regia di Leonard Nimoy (1984)
- Rotta verso la Terra (Star Trek IV: The Voyage Home), regia di Leonard Nimoy (1986)
- Star Trek V - L'ultima frontiera (Star Trek V: The Final Frontier), regia di William Shatner (1989)

#### Televisione
- Now Is Tomorrow, regia di Irvin Kershner - film TV (1958)
- General Motors Presents - serie TV, 1 episodio (1959)
- Mod Squad, i ragazzi di Greer (The Mod Squad) - serie TV, 123 episodi (1968-1971)
- Giovani ribelli (The Young Rebels) - serie TV, 14 episodi (1970-1971)
- L'ultimo colpo dell'ispettore Clark (The Alpha Caper), regia di Robert Michael Lewis - film TV (1973)
- L'uomo invisibile (The Invisible Man) - serie TV, 13 episodi (1975-1976)
- Gemini Man - serie TV, 4 episodi (1976)
- Riding with Death, regia di Alan J. Levi e Don McDougall - film TV (1976)
- La donna bionica - serie TV, episodi 3x01-3x02 (1976-1977)
- Il principe delle stelle (The Powers of Matthew Star) - serie TV, 21 episodi (1982-1983)
- Volo 232 - Atterraggio di emergenza (Crash Landing: The Rescue of Flight 232), regia di Lamont Johnson - film TV (1992)
- Time Trax - serie TV, 43 episodi (1993-1994)
- Invasion America - serie TV, 13 episodi (1998)

#### Videogiochi
- The Final Frontier (1989)

## Trasmissioni televisive
- Miss America Pageant, regia di Vern Diamond - speciale TV (1958) - produttore
- 33rd Miss America Pageant - speciale TV (1959) - produttore
- 40th Annual Miss America Pageant - speciale TV (1960) - produttore
- 76th Annual Tournament of Roses Parade - speciale TV (1965) - produttore
- Quiz Kids - game show (1981) - produttore

## Riconoscimenti
- CableACE Awards
  - 1982 - Candidatura alla miglior serie di programmi per bambini per Quiz Kids (condiviso con Geoffrey Cowan, Dan Fouser e Kay Bachman)
- Edgar Allan Poe Awards
  - 1970 - Candidatura al miglior episodio di una serie televisiva per l'episodio In This Corner - Sol Alpert della serie televisiva Mod Squad, i ragazzi di Greer (condiviso con Rita Lakin)
- Hugo Award
  - 1983 - Candidatura alla miglior rappresentazione drammatica per Star Trek II - L'ira di Khan (condiviso con Nicholas Meyer, Jack B. Sowards e Samuel A. Peeples)
  - 1985 - Candidatura alla miglior rappresentazione drammatica per Star Trek III - Alla ricerca di Spock (condiviso con Leonard Nimoy)
  - 1987 - Candidatura alla miglior rappresentazione drammatica per Rotta verso la Terra (condiviso con Leonard Nimoy, Steve Meerson, Peter Krikes e Nicholas Meyer)
- Primetime Emmy Awards
  - 1970 - Candidatura alla miglior serie televisiva drammatica per Mod Squad, i ragazzi di Greer (condiviso con Danny Thomas, Aaron Spelling e Tony Barrett)
  - 1976 - Candidatura alla miglior miniserie per Il ricco e il povero (condiviso con Jon Epstein)
  - 1982 - Migliore speciale drammatico per Una donna di nome Golda (condiviso con Gene Corman)
- Razzie Awards
  - 1990 - Peggior film per Star Trek V - L'ultima frontiera
  - 1990 - Candidatura al peggior film del decennio per Star Trek V - L'ultima frontiera
  - 1990 - Candidatura alla peggior sceneggiatura per Star Trek V - L'ultima frontiera (condiviso con David Loughery e William Shatner)
- Saturn Award
  - 1987 - Candidatura alla migliore sceneggiatura per Rotta verso la Terra (condiviso con Steve Meerson, Peter Krikes e Nicholas Meyer)
- Writers Guild of America
  - 1970 - Candidatura al miglior dramma esotico per l'episodio Keep the Faith, Baby della serie televisiva Mod Squad, i ragazzi di Greer
  - 1970 - Candidatura al miglior dramma esotico per l'episodio In This Corner - Sol Alpert della serie televisiva Mod Squad, i ragazzi di Greer